# Emanuel Czuber
Emanuel Czuber (* 19. Jänner 1851 in Prag; † 22. August 1925 in Gnigl bei Salzburg) war ein österreichischer Mathematiker.

## Leben und Wirken
Emanuel Czuber studierte am Polytechnikum und an der Karl-Ferdinands Universität (Deutsche Universität Prag), wo er ab 1872 Assistent von Karl Kořistka war. 1876 habilitierte er sich dort in Geodäsie. Von 1874 bis 1886 war er an der zweiten deutschen Staats-Oberrealschule in Prag, nach seiner Lehramtsprüfung 1878 als Lehrer. 1878 habilitierte er sich (Theorie und Praxis der Ausgleichsrechnung). 1886 wurde er ordentlicher Professor an der Deutschen Technischen Hochschule Brünn, wo er 1890/91 Rektor war. 1891 wurde er als Nachfolger von Anton Winckler Professor an der Technischen Hochschule Wien, was er bis zu seinem Ruhestand 1919 blieb. 1894/95 war er dort Rektor. Seinen Lebensabend verbrachte er auf seinem Landsitz in Gnigl.
Czuber beschäftigte sich vor allem mit Wahrscheinlichkeitstheorie und Versicherungsmathematik, und er arbeitete auch in einer Kommission der Versicherungswirtschaft (über Sterblichkeitsstatistik) und beteiligte sich an der Herausgabe der Volkssterbetafel für Österreich 1909/10. Außerdem hielt er ab 1894 darüber Vorlesungen in Wien. 1898 war er Präsident des Verbandes der österreichisch-ungarischen Versicherungstechniker. In einer Schrift Die Zukunft des Versicherungswesens in Österreich 1916 wandte er sich gegen staatliche Monopole. Er schrieb den Artikel über Wahrscheinlichkeitstheorie in der Enzyklopädie der mathematischen Wissenschaften und mehrere Bücher. Er war auch in der Mathematikpädagogik aktiv, u. a. als Vorsitzender der Maturitätsprüfungen an den Realschulen. 1913 veröffentlichte er seine Gedanken über die Reform der Technischen Hochschulen.
1899 wurde er Hofrat. Im Jahr 1912 wurde Czuber zum Mitglied der Leopoldina gewählt, 1918 wurde er Ehrendoktor der TU München.
Er war seit 1878 verheiratet. Seine Tochter Berta (* 5. Dezember 1879 in Prag; † 5. Juli 1979 auf Schloss Rottenstein bei Meran) heiratete 1909 Ferdinand Karl von Österreich.
In Wien-Donaustadt (22. Bezirk) wurde die Czubergasse nach ihm benannt.

## Schriften (Auswahl)
- als Bearbeiter: Antoine Meyer: Vorlesungen über Wahrscheinlichkeitsrechnung. Teubner, Leipzig 1879, (Digitalisat).
- Geometrische Wahrscheinlichkeiten und Mittelwerte. Teubner, Leipzig 1884 (Digitalisat; auch ins Französische übersetzt: Probabilités & moyennes géométriques. A. Hermann, Paris 1902, Digitalisat).
- Theorie der Beobachtungsfehler. Teubner, Leipzig 1891, (Digitalisat).
- Vorlesungen über Differential- und Integralrechnung. 2 Bände. Teubner, Leipzig 1898.
- Die Entwicklung der Wahrscheinlichkeitstheorie und ihre Anwendungen (= Jahresbericht der Deutschen Mathematiker-Vereinigung. Band 7, Nr. 2, ISSN 0012-0456). Teubner, Leipzig 1899, (Digitalisat).
- als Übersetzer und Kommentator: A. de Moivre's Abhandlung über Leibrenten. Verlag des Österreichisch-Ungarischen Verbandes der Privat-Versicherungs-Anstalten, Wien 1906.
- Wahrscheinlichkeitsrechnung und ihre Anwendungen auf Fehlerausgleichung, Statistik und Lebensversicherung (= B. G. Teubner's Sammlung von Lehrbüchern auf dem Gebiete der mathematischen Wissenschaften. 9, ZDB-ID 1090293-4). Teubner, Leipzig 1903, (mehrere Auflagen, später zweibändig).
- Einführung in die höhere Mathematik. Teubner, Leipzig u. a. 1909.
- Die statistischen Forschungsmethoden. Seidel, Wien 1921, (mehrere Auflagen).
- Die philosophischen Grundlagen der Wahrscheinlichkeitsrechnung (= Wissenschaft und Hypothese. 24, ZDB-ID 972938-0). Teubner, Leipzig u. a. 1923.
- Mathematische Bevölkerungstheorie. Auf Grund von G. H. Knibbs' „The mathematical theory of population“. Teubner, Leipzig u. a. 1923, (Digitalisat).